# Челара (Авелино)
Челара је насеље у Италији у округу Авелино, региону Кампанија.
Према процени из 2011. у насељу је живело 54 становника. Насеље се налази на надморској висини од 446 м.